# Metisa plana
Metisa plana är en fjärilsart som beskrevs av Walker 1883. Metisa plana ingår i släktet Metisa och familjen säckspinnare. Inga underarter finns listade i Catalogue of Life.